# 김효주 (종교인)
김효주(金孝珠, 1816년 ~ 1839년 9월 3일)은 조선의 천주교 박해 때에 순교한 한국 천주교의 103위 성인 중에 한 사람이다. 세례명은 아녜스(Agnes)이다.

## 생애

### 출생과 성장 배경
김효주는 1816년에 한강 변의 밤나무 섬을 의미하는 밤섬이라는 마을에 있는 한 부유한 가정에서 태어났다. 그녀에게는 같은 데서 태어난 두살 터울의 언니 김효임 콜룸바가 있다. 본래 그들의 가족 중에서는 천주교 신자가 한 명도 없었다. 그러나 그들의 어머니가 일찍이 천주교 신앙에 관심을 갖고 서서히 그것과 가까워지고 있던 반면, 그들의 아버지는 전혀 믿지 않았다. 사실, 그들의 아버지는 집에서 교회라는 소리 조차 듣기 싫어할 정도로 엄격히 그것을 금하였다.

### 독실한 신앙생활
그들의 아버지가 세상을 떠나고, 그들의 어머니는 여섯 명의 자녀와 함께 독실한 천주교 신자가 되었다. 그 남매들은 각각 안토니오와 베네틱타, 효임 콜룸바, 효주 아녜스, 프란치스코 그리고 클라라이다. 김효임 콜룸바와 김효주 아녜스 그리고 그들의 여동생 김 클라라는 모두 세례를 받고나서 곧바로 처녀로 살아서 하느님을 위해 자신들의 삶을 봉헌키로 다짐했다. 그들의 어머니는 그들이 결혼을 해야한다고 생각했지만, 그들은 결심을 돌리지 않았고 결혼한 여자라는 인상을 주기 위하여 쪽머리를 땋아 올렸다. 그들은 한양 근교의 고양군 용머리(현재의 덕양구 용두동)에 살고 있는 오빠 김 안토니오와 함께 살러 내려갔다. 그들은 기도하기와 일주일에 두 번 단식하기, 성경 읽기, 묵주기도 그리고 빈자에게 자선을 베풀기 등을 하며 신앙 생활에 매진하였다. 그들의 집안은 부유했지만, 그들은 속세의 재물에는 관심을 두지 않았다. 그들은 기질적으로 온화하며 인정 깊었고, 그러함은 그들의 삶에 그대로 반영되었다.
그들 주변의 모든 교우들이 그들의 자선과 모범에 찬탄했고 그들에 대하여 커다란 경의를 나타냈다. 그 남매들의 어머니는 용머리에서 숨을 거두었다. 그녀는 독실한 신자였기 때문에, 샤스탕 신부가 그녀에게 종부성사를 베풀어주기 위하여 특별히 찾아와 주었다. 그 뒤로 그 남매들은 결코 용머리를 떠나지 않았다.

### 체포
1839년 기해년에 박해가 발발하여 곳곳으로 퍼져나가 도처의 천주교인들이 체포되었다. 그렇지만, 세 자매는 두려워하지 않고 감옥에서 고통 받고 있는 교우들을 위하여 매일 기도를 드렸다. 5월 3일, 같은 마을에 사는 김사문이라는 남자가 관아에다 김 안토니오가 천주교를 믿는 부유한 사람이라고 고발했고 그의 집이 어디에 있는지를 설명해 주었다. 그 지역의 천주교인들을 찾느라 혈안이 되어있던 포졸들은 지체없이 용머리로 향했다. 당시 김 안토니오는 용무를 보고 궁술 연습도 하느라 자리를 비운 사이였다. 포졸들이 습격한다는 소식을 들을 김 안토니오의 부인 김 루치아는 김 베네딕타 그리고 김 클라라와 함께 황급히 집을 빠져나갔고, 김효임은 옆집 담장을 넘어 들어가서 장작더미 뒤에 숨었다. 김효주는 달아나지 않고 포졸들이 침입할 때까지 세살 된 조카와 함께 방 안에 앉아 있었다. 흥분한 포졸들은 김효주를 가둬 놓고서 옆집도 습격하여 김효임을 발견하고는 그녀도 집에 끌고 들어왔다. 무례한 침입자들이 그녀의 여동생 김효주를 학대하는 것을 본 김효임은 그들에게 그들에게 화가 나서 위엄있게 말했다. "당신들이 우리를 체포하면 우리는 순순히 따라갈 터인데, 어째서 당신들은 이 나라에서 죄인으로 여겨지는 사람에게 그런 몰지각한 짓을 할 수 있단 말입니까?"
포졸들은 두 자매를 방 안에다 가둬놓고, 그 집에서 개와 닭을 잡아 잔치를 벌이며 밤을 보냈다. 아침이 되자, 그들은 자매를 붉은 밧줄로 포박하고 마을 이장에게 보인 후에 한양으로 압송했다.

### 극심한 고문과 형벌
그들이 포도청에 도착하고 즉시 심문이 시작되었다. 포장은 김효임에게 물었다. "네가 천주교도라고 하던데, 사실이냐?" "예, 그렇습니다. 저는 하느님을 경배하고 흠숭합니다." "어찌하여 너는 이 나라에서 금지된 그러한 가르침을 믿느냐? 천주교도 네년은 어째서 조상에 대한 제사를 거부하는 것이냐?" "조상 제사는 아무런 의미가 없습니다. 이 세상에서, 감옥에 갖힌 부모님을 위해 자식들이 음식을 차려 놓고 그것을 드셔보라고 하는 것이 맞는 일인지는 모르겠습니다만, 그 부모님께서 나오셔서 그것을 드시지도 못하는데 무슨 소용이 있겠습니까?" 포장은 심문을 계속했다. "허나, 그것은 너희들만이 하는 소리다. 조상에게 제사를 지내지 않는 것은 인륜을 저버리는 일이다. 우리에게 너의 신앙을 버린다고 말하고 너의 책들이 어디에 숨겨져 있는지 다른 천주교도들이 어디에 있는지 불어라. 네년들의 오래비가 어디있는지에 대해서도 대거라." 김효임과 김효주 자매는 대답했다. "우리가 만 번을 죽는 한이 있어도 절대로 하느님에 대한 우리의 신앙을 포기 못합니다. 또한 우리는 오라버니가 어디 있는지 모릅니다."
그리고 두 자매는 그들이 어째서 다른 교우들을 배신할 수 없고 그들의 종교 서적을 포기할 수 없는지를 설명했다. 그 후 그들에 대한 고문이 준비되었다. 체포되어 심문 받는 천주교인들을 고문하는 것은 일반적인 관행이었다. 형리는 먼저 그들의 온몸을 매질했으며, 그 다음에는 못 박힌 몽둥이로 그들의 어깨와 팔 그리고 무릎 관절을 가격했다. 하지만, 그 자매의 얼굴 표정은 변함이 없었다. 포장은 화가 나서 소리쳤다. "더 힘을 내라. 그들을 더 쎄게 때려라!"
그리고 그들은 주뢰의 고통을 다섯 차례나 견뎠다. 포장은 매 회의 고문 사이 마다 그들의 마음을 돌리려고 온갖 약속과 감언을 남발하며 그들을 유혹했다. 그러나, 그 두 자매는 결코 흔들리지 않았다. 그들은 고개를 저으며 침묵을 지킬 뿐이었다. 극심한 주뢰형으로 인해 그들의 다리뼈가 뒤틀렸다. 그 때부터 벌써 그들은 모두 천국의 평화를 즐기는 것처럼 보였다. 그들은 절대로 소리를 내지 않았다. 고문을 받으면서 종종 "예수님, 마리아님"을 부르는 다른 죄수들은 있었지만, 그 자매는 어떠한 말도 없었다.
그들은 마치 마음 속으로 예수와 마리아를 번갈아 말하는 것처럼 침묵으로 기도하였다. 형리들은 그들의 끈질긴 침묵에 경악을 금할 길이 없었다. 그러함은 형리들을 더욱 화나고 포악하게 만들었다. 그들은 그 두 여성이 극악무도한 마귀에 씌였다고 여겼다. 그들은 그 자매의 옷을 벗기고 자매의 등에 주문을 적었다. 그리고는 빨갛게 달궈진 쇠꼬챙이를 사용하여 그 글자를 따라 그들의 등을 열세 차례나 불로 지졌다. 그러나 두 여성은 무슨 일이 일어나는지 모르는 듯 했다. 그들의 등가죽이 타들어가는데도 그들의 침착한 표정은 변함이 없었다.
포장이 다시 심문을 시작했다. 먼저 그는 그들의 독신 상태에 대해서 물었다. "너희들은 성년의 나이가 지났는데, 어째서 결혼을 하지 않았느냐?" 김효임이 대답했다. "저희는 저희의 몸과 마음을 완전히 순수하게 지킴으로써 하느님을 충실히 섬길 수 있으며 그분께 더 큰 기쁨을 드릴 수 있기 때문입니다." 김효주도 같은 대답을 했다. 포장은 그들이 처녀로서 치욕스러운 모욕과 수모를 당한다면 그들이 신앙을 포기할 수도 있겠다 생각하여, 그들에게 그 방법을 사용했다.
그는 난푹한 형리 몇 명에게 자매가 학춤을 추게 만듦으로 자매에게 굴욕을 줄 수 있는 도구를 맡겼다. 그 형벌은 죄수의 옷을 벗기고 수 손을 등 뒤로 묶고 두 팔 사이로 밧줄을 걸어 올려 죄수를 사람들 보는데에 매달아 놓는 것으로 시작되었다. 그리고 나서 네 명의 형리들이 대나무로 만들어진 회초리를 들고 돌아가며 죄수에게 매질을 가했다. 그렇게 몇 분이 지나면, 죄수는 입에 거품을 물고 혀가 튀어나오며 얼굴이 검푸른 색으로 변했다. 만일 죄수를 신속히 바닥에 내려놓지 않으면 죄수가 이내 죽게 되었다. 여성에게 그것은 특히도 잔인한 고문이었다.
두 자매는 질질 끌려 한적한 옥방으로 갔고, 옷이 벗겨진 뒤에 위의 방법대로 고문을 당하였다. 야비한 형리들은 일체의 자비심도 없었다. 그들은 자매가 죽기 직전에만 자매를 바닥에 내려서 잠시 쉬게 하다가 다시 매달아 잔학한 짓을 반복했다. 김효임과 김효주는 고통과 치욕에도 불구하고 결코 용기를 잃지 않았으며 소리를 내지 않았다.
포장이 그 자매의 마음을 돌리기에는 학춤만으로는 충분치 못하다고 여겨 더 사악한 짓을 벌이기로 했다. 그는 그 젊은 여성들의 처녀성을 무너뜨리기로 결심했다. 만일 그들이 하느님께 바칠 처녀성이 더럽혀졌다면, 그들은 낙심하여 배교하게 될지도 모른다는 생각 때문이었다. 그는 자매의 옷을 다 벗겨 남자 죄수들만 있는 옥방에 집어 넣었다. 그러나, 전설에 따르면 하느님이 자매를 보호하여 이틀 동안 자매는 갖가지 악행에 익숙한 남성들 사이에서도 아무런 해도 입지 않았다고 한다.
그것은 마치 성령이 그의 힘으로 자매를 감싼 것처럼 보였다. 옥방의 남자 죄수들은 자매에게 어떠한 신비한 힘이 있다고 여기는 듯 하였고, 자매에게 건드리지 못하였다. 결국 형리들이 옥방으로 돌아와 자매들에게 옷을 돌려주고 다른 여성 옥방에 수감시켰다.
자매는 형조로 이송되었고, 형조 판서가 그들을 심문했다. "천주교에 들어가는 것 외에는 덕행과 선행을 실천할 다른 방도가 없느냐?" 김효임이 또렷히 대답했다. "그렇습니다. 다른 방도는 없습니다." "그렇다면, 너희는 공자와 맹자는 현자라고 여기지 않느냐?" "그들은 현자가 맞습니다만, 이 세상에서만 그러합니다." 김효주는 마지막 즈음에 이렇게 말했다. "판서님께는 백성들의 아버지라 하셨습니다. 그러므로, 저는 판서님께 제 마음 속에 있는 말을 하고 싶습니다. 부디 허락하여 주십시오." 포장은 말을 허락했고, 김효임은 동생과 자신이 포도청 감옥에 있을 때 겪었던 일을 이야기 했다. "어떤 여자가 양반의 딸이든 평민의 딸이든, 젊은 여성의 순결은 존중받아야 할 권리입니다. 만일 판서님께서 국법에 따라 저를 죽이셔야 한다면, 저는 기꺼이 처형 받겠습니다. 그러나, 저는 법에 일절 없는 치욕을 당한 것은 결코 옳다고 생각되지 않으므로 그것에는 반대하는 바입니다."
형조 판서는 그녀가 한 말을 듣고 놀라 이렇게 말했다. "이 여성의 순결은 백옥처럼 귀한 것이다. 그녀에게 치욕을 준 야만 행위가 대체 무엇이냐?" 그는 그 사건의 조사를 명령했고 보고서를 작성하여 의정부에 올렸다.
두 자매는 법정에서 끌려나와 다시 매질을 당하며 심문 받았다. 형리들은 그들에게 다른 천주교인들이 어디 있는지 특히 오빠 김 안토니오에 대해서 발설하기를 요구했다. 그들은 끝까지 말하기를 거부했고 그렇게 순교자의 길을 택했다.

### 순교
1839년 9월 3일에 김효주는 한양의 서소문 밖에서 다섯 명의 교우와 함께 참수되었다. 그때 그녀의 나이 24세였다.
9월 26일에는 김효임도 같은 장소에서 참수되었다. 그때 그녀의 나이 26세였다.

## 시복 · 시성
김효임 콜룸바와 김효주 아녜스 자매는 1925년 7월 5일에 로마 성 베드로 광장에서 교황 비오 11세가 집전한 79위 시복식을 통해 복자 품에 올랐고, 1984년 5월 6일에 서울특별시 여의도에서 한국 천주교 창립 200주년을 기념하여 방한한 교황 요한 바오로 2세가 집전한 미사 중에 이뤄진 103위 시성식을 통해 성인 품에 올랐다.

## 참고 문헌
- 마리아 사랑넷: 성녀 김효주 아녜스 (金孝珠 Agnes)
- (영어) Catholic Bishop's Conference Of Korea. 103 Martryr Saints: 김효주 아녜스 Agnes Kim Hyo-ju 보관됨 2014-10-19 - 웨이백 머신